# Frank Anderson (Schiedsrichter)
Frank Anderson (* 11. November 1975) ist ein ehemaliger US-amerikanischer Fußballschiedsrichterassistent.
Anderson war von 2005 bis 2022 Schiedsrichterassistent in der Major League Soccer (MLS). Insgesamt hatte er 308 Einsätze. Zudem wurde er regelmäßig in der CONCACAF Champions League eingesetzt (17 Einsätze). 2016 wurde er als MLS Assistant Referee of the Year ausgezeichnet.
Von 2012 bis 2022 stand Anderson auf der Liste der FIFA-Schiedsrichter und wurde bei internationalen Fußballspielen eingesetzt. Er war langjähriger Schiedsrichterassistent von Jair Marrufo und Mark Geiger bei internationalen Einsätzen.
Als Schiedsrichterassistent war Anderson bei vielen internationalen Turnieren im Einsatz, darunter bei der U-17-Weltmeisterschaft 2017 in Indien, bei der Weltmeisterschaft 2018 in Russland (als Assistent von Mark Geiger), bei der Klub-Weltmeisterschaft 2018 in den Vereinigten Arabischen Emiraten (als Assistent von Jair Marrufo), beim Gold Cup 2019 und beim Gold Cup 2021.
Anderson kommt aus Santa Barbara (Kalifornien) und hat einen Zwillingsbruder, Ian, der ebenfalls professioneller Schiedsrichterassistent ist.